# Indoapseudes hirsutus
Indoapseudes hirsutus är en kräftdjursart som beskrevs av Mihai Bacescu 1976. Indoapseudes hirsutus ingår i släktet Indoapseudes och familjen Pagurapseudidae. Inga underarter finns listade i Catalogue of Life.